# 1 E-4 m
Pour aider à comparer les ordres de grandeur des différentes longueurs, voici une liste d'organismes et d'organes dont la longueur est  comprise entre 0,1 millimètre et 1 millimètre.
- 125 µm, taille d'un acarien
- 200 µm, taille typique d'une Paramecium caudatum, un protozoaire cilié
- 500 µm, diamètre d'un ovule humain
- 500 µm, longueur typique de l'amibe proteus